# Djibril Cissé
Djibril Cissé (n. 12 august 1981, Arles) este un fotbalist francez de origine ivoriană retras din activitate, care a evoluat pe poziția de atacant.
Cissé și-a început cariera la AC Arles în 1989 la vârsta de 8 ani. După șapte ani la club, a mers șase luni la Nîmes Olympique înainte de a se transfera la Auxerre alăturându-se sistemului de tineret al clubului. Cissé a petrecut doi ani la echipa de tineret înainte de a promova la prima echipă în 1998.

## Palmares

### Club
Auxerre
- Coupe de France: 2002-03

 Liverpool
- UEFA Champions League: 2004-05
- UEFA Super Cup: 2005
- FA Cup: 2006

 Panathinaikos
- Superliga Greacă: 2009-10
- Cupa Greciei: 2009-10

### Țară
Franța
- Cupa Confederațiilor FIFA: 2003

### Individual
- Golgheterul campionatului francez: 2001–02, 2003–04
- UNFP Young Player of the Year: 2001-02
- Golgheterul Superliga Greacă: 2010